# Rupija
Rupija je valuta u Indiji, Pakistanu, Mauricijusu, Nepalu, Sejšelima, Šri Lanci i Indoneziji. Indijska i pakistanska rupija se dijele na 100 paisa, rupija u Šri Lanki se dijeli na 100 centa, a rupija u Nepalu se dijeli ili na 100 paisa ili 4 suke ili 2 mohore.
Ime rupija dolazi iz Sanskrta (rūp ili rūpā) znači srebro, kovanica. Prvi put se koristi između 1540. i 1545. Prvi put se pojavljuje kao kovanica teška 11.534 grama. Takva rupija bi trenutno vrijedila četiri dolara.

## Valute u optjecaju
- indijska rupija
- indonežanska rupija
- mauricijska rupija
- nepalska rupija
- pakistanska rupija
- sejšelska rupija
- šrilanska rupija

## Neke od povijesnih valuta
- butanska rupija
- burmanska rupija
- mauritanijska rupija
- zaljevska rupija